# Hanauisch-Indien

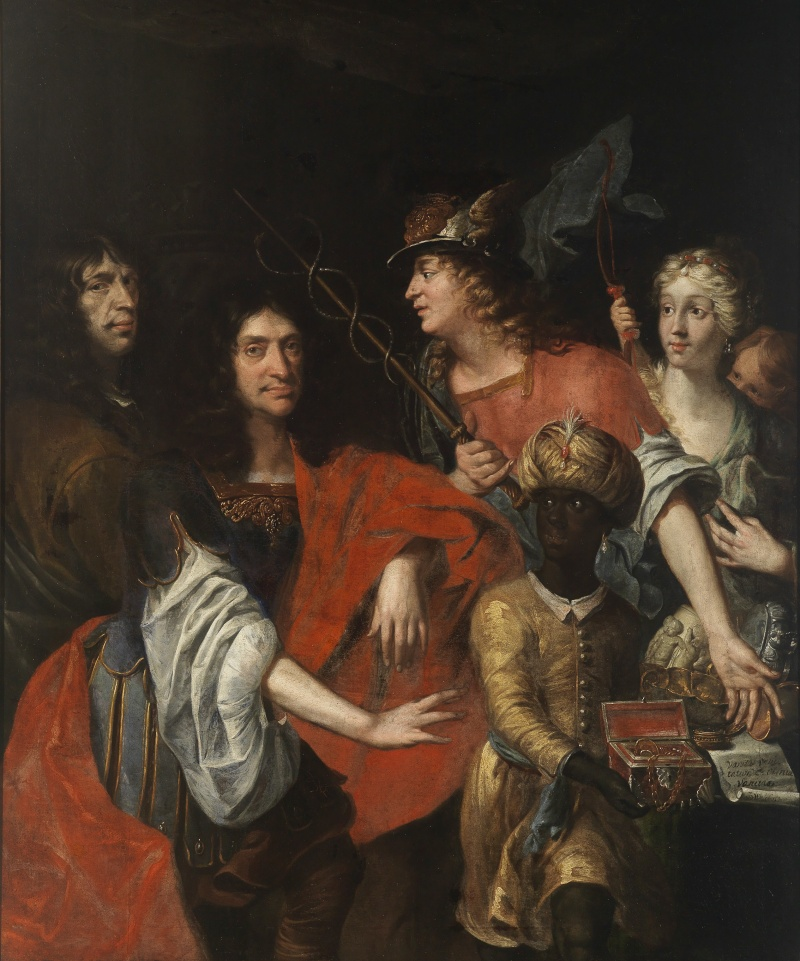
Johann David Welcker: Allegorie auf den Erwerb von Hanauisch-Indien durch Graf Friedrich Kasimir von Hanau 1669 (1676), Staatliche Kunsthalle Karlsruhe Inv.-Nr. 1164.

Hanauisch-Indien war der Name eines 1669 vertraglich vereinbarten, aber nie realisierten Kolonialprojekts der Grafschaft Hanau im heutigen Französisch-Guayana, Suriname und nördlichen Brasilien.

## Vorgeschichte
Die Idee stammte wohl von Johann Daniel Crafft, der Guyana zwischen 1656 und 1660 mehrmals besucht hatte. Er hatte das Projekt in Kurmainz vorgestellt, war dort aber auf nur geringes Interesse gestoßen, hatte dabei aber Johann Joachim Becher kennengelernt. Die Idee, eine Kolonie in Übersee zu gründen, stand wiederum nicht allein. Andere, ähnliche Projekte, wenn auch in kleinerem Maßstab, wurden zum Teil sogar umgesetzt. Auch Johann Joachim Becher hatte bereits 1664 für den bayerischen Hof über ein ähnliches Projekt mit der der Niederländischen Westindien-Kompanie (WIC) verhandelt, das aber nicht zustande gekommen war. Er wiederum vermittelte das Projekt nach Hanau. Ziel für Graf Friedrich Casimir von Hanau war es, mit einer Kolonie zu einer positiven Handelsbilanz zu gelangen, um die Finanznöte seiner Grafschaft auszugleichen (Merkantilismus).

## Der Vertrag
Nach vorangegangenen Kontakten begab sich am 22. Juni 1669 eine kleine Delegation im Auftrag von Graf Friedrich Casimir und unter Leitung von Johann Joachim Becher von Frankfurt am Main nach Amsterdam, um Verhandlungen mit der WIC über das Kolonialprojekt aufzunehmen. Am 1. Juli 1669 trafen sie dort ein. Nach Verhandlungen am 8. und 15. Juli 1669 kam es am 29. Juli 1669 zum Vertragsabschluss, der bereits am 3. Juli 1669 von den Generalstaaten genehmigt wurde. Am 22. August 1669 kehrte Johann Joachim Becher nach Hanau zurück. Die Übergabe der Vertragsurkunde erfolgte im Oktober 1669 an Johann Georg Seifert (ab 1673: von Edelsheim), der dazu nach Amsterdam reiste.
Inhalt des Vertrages war, dass Graf Friedrich Casimir ein Gebiet von 3.000 holländischen Quadratmeilen (fast 100.000 km²) von der WIC zu Lehen nahm. Das Gebiet der geplanten Kolonie war bei weitem größer als die Grafschaft Hanau selbst (ca. 44 holländische Quadratmeilen / knapp 1.500 km²). Es sollte beim Eintreffen der ersten Kolonisten übergeben werden. Geplant war, dort das Königreich Hanauisch-Indien zu gründen und die Indianer genannten Einwohner zu „freundlichen und zivilisierten“ Menschen zu machen. Der Vertrag sah weitgehende Rechte für die Niederländische Westindien-Kompanie vor, z. B. ein Transportmonopol für den Verkehr zwischen Europa und der Kolonie.

## Schicksal des Projekts
Von Anfang an mangelte es an Möglichkeiten, ein solches Vorhaben zu finanzieren, und an Kolonisten, um die Kolonie aufzusiedeln. Faktisch wurde nach dem Vertragsschluss mit der WIC nichts mehr unternommen. Das Projekt wurde nach der teilweisen Entmachtung des Grafen Friedrich Casimir 1670 nicht weiter verfolgt. Es scheiterte auch durch den Französisch-Niederländischen Krieg. 1672 versuchte Graf Friedrich Casimir seine Kolonie an König Karl II. von England zu verkaufen, fand bei ihm aber kein Interesse. Unterhändler war dabei Johann Wilhelm von Schröder.